# 黄岩州
黄岩州，元朝时设置的州。
元贞元年（1295年）升黄岩县置，即今浙江省台州市黄岩区。辖境即今浙江省台州市黄岩区、路桥区。明朝洪武三年（1370年）降为县。 